# Your Sinclair
Your Sinclair (YS) — английское печатное издание в формате журнала, посвящённое компьютеру ZX Spectrum и выходившее в годы популярности платформы.
Первый выпуск журнала вышел в январе 1984 года под названием Your Spectrum. Изначально журнал выходил раз в два месяца, с июня 1984 — раз в месяц. В январе 1986 года название было изменено на Your Sinclair, так как журнал стал также освещать платформу Sinclair QL. Последний номер вышел в сентябре 1993 года. Всего было выпущено 93 номера.
С октября 1991 по февраль 1992 года журнал публиковал YS Top 100 — список «100 лучших игр всех времён» для ZX Spectrum, составленный журналистом Стюартом Кэмпбеллом. В последнем номере журнала был также опубликован список YS Readers Top 100, составленный на основе читательского голосования.